# Giambatista Beccaria
Giambatista Beccaria, född 3 oktober 1716 och död 27 maj 1781, var en italiensk fysiker.
Beccaria blev professor i Turin 1748. Han ägande sig bland annat åt undersökningar över elektriciteten och skrev en del arbeten inom detta område. Beccarias arbeten är bland de första där de kemiska verkningarna av den elektriska strömmen beskrivs. Han är också känd för sina 1760 påbörjade gradmätningar i Piemont.